# Stan Rowley
Stanley Rupert "Stan" Rowley (født 11. september 1876, død 1. april 1924) var en australsk atlet, som deltog i OL 1900 i Paris.
Rowley havde i årene op til OL 1900 vundet en række løb i Australien og New Zealand og blandt andet sat australsk rekord på 200 yards. Australien sendte ikke et hold til OL, men ved hjælp af privat donationer samlede han penge nok sammen til at komme til London. Efter at han havde løbet mod engelske løbere og klaret sig fint, indvilligede det britiske Amateur Athletic Association i at afholde hans udgifter under turen til Paris.
Ved OL deltog Rowley i en række atletikdiscipliner. I 60-meter-løbet blev han nummer to i sit indledende heat, og i finalen blev han nummer tre efter de to amerikanere Al Kranzlein, som vandt, og Walter Tewksbury. I 100-meter-løbet blev han nummer to i sit indledende heat og i semifinalen, men kvalificerede sig til finalen ved at vinde opsamlingsheatet. Her blev han igen nummer tre efter to amerikanere, hvor Frank Jarvis vandt og Tewkesbury blev nummer to. Endelig løb han 200-meter-løb, hvor han efter at have vundet sit indledende heat i finalen endnu engang blev nummer tre, mens Tewkesbury vandt foran inderen Norman Pritchard. Han var meldt til 400-meter-løbet, men kom ikke til start, og desuden løb han den ikke-olympiske konkurrence 100-meter-handicapløb, hvor han vandt sit indledende heat, men i semifinalen blev nummer to og var ude af konkurrencen. Der blev ikke uddelt medaljer ved legene, men gaver, og Rowleys tre tredjepladser indbragte ham et rejsevækkeur, en dametaske og en sølvpapirkniv.
Endelig var Rowley med på det engelske hold fra Amateur Athletic Association, som vandt holdkonkurrencen i 5000-meter-løb. Holdet bestod udover Rowley af Charles Bennett, John Rimmer, Sidney Robinson og Alfred Tysoe, alle fra Storbritannien. Modstanderne var det franske hold Racing Club de France, og løbet blev afgjort af summen af de enkelte løberes placering. Rowley, som var sprinter og ikke vant til de lange distancer, opgav efter en omgang at løbe og gik derpå resten af vejen. Da den sidste franske løber kom i mål, havde Rowley næsten nået syv omgange, og arrangørerne lod ham stoppe og gav ham ti point for sidstepladsen. De britiske løbere på hans hold var imidlertid så gode, at de med Rowleys ti point opnåede 26, hvilket var nok til sejren idet franskmændene havde 29 point. Dermed var Rowley med til at blive olympisk mester.
Efter at have været borte fra Australien i fem måneder vendte Rowley hjem i oktober 1900 og proklamerede derpå sit stop for eliteatletik. Efter et enkelt comeback i 1905 var hans tilknytning til atletikken kun organisatorisk som kasserer for det australske atletikforbund i perioden 1908–1924.
Ud over atletikken dyrkede Rowley i sine yngre dage også rugby, og senere dyrkede han golf og cricket.